# O Jong-ae
O Jong-Ae est une haltérophile nord-coréenne née le 17 janvier 1984 en Corée du Nord.
Elle est médaillée d'argent aux Jeux olympiques d'été de 2008 en moins de 58 kg, après que la Russe Marina Shainova fut destituée de la médaille d'argent pour dopage.